# Parafia Świętych Cyryla i Metodego w Lemont
Parafia Świętych Cyryla i Metodego w Lemont (ang. SS. Cyril and Methodius Parish) – parafia rzymskokatolicka położona w Lemont w stanie Illinois w Stanach Zjednoczonych.
Jest ona wieloetniczną parafią w archidiecezji Chicago, z mszą św. w j. polskim dla polskich imigrantów.
Parafia została poświęcona św. Cyrylowi i św. Metodemu.

## Nabożeństwa w j. polskim
- Niedziela – 8:30; 13:30

## Szkoły
- SS. Cyril & Methodius School
- John Paul II Polish Language School